# Norra Muskö
Norra Muskö – miejscowość (tätort) w Szwecji, w regionie administracyjnym (län) Sztokholm, w gminie Haninge.
Według danych Szwedzkiego Urzędu Statystycznego liczba ludności wyniosła: 218 (31 grudnia 2015), 216 (31 grudnia 2018) i 219 (31 grudnia 2019).